# Snuff movie
Snuff movie et snuff film sont des termes désignant une vidéo ou un long-métrage mettant en scène la torture, le meurtre, le suicide ou le viol d'une ou plusieurs personnes. Dans ces films clandestins, la victime est censée ne pas être un acteur mais une personne véritablement tuée ou torturée. Le thème du snuff movie est devenu un élément de la culture populaire, et un certain nombre de films abordent ce thème, également retrouvé dans la littérature et le jeu vidéo.

## Histoire

### Scandales
Dans les années 1970, un certain courant cinématographique était à la recherche d'un réalisme le plus cru possible dans la violence et la mort. Entre autres, plusieurs réalisateurs italiens ont mis en scène des récits de cannibalisme, de torture ou de viol dans quelques films relativement célèbres : Cannibal Holocaust, Le Dernier Monde cannibale, Cette chienne de vie, Salò ou les 120 Journées de Sodome, etc.
Ces films font scandale, des rumeurs accusant certains réalisateurs d'avoir été trop loin en filmant des mises à mort réelles d'animaux ou d'êtres humains ou même en les provoquant. Ces derniers s'en sont défendus, évoquant la seule qualité de leurs effets spéciaux. En 1976, Carter Stevens décide de rajouter une scène choc au film de Michael Findlay (en), The Slaughter, que Stevens renomme Snuff. Cette scène avait pour but de faire croire au spectateur que le pseudo-scénariste du film Snuff violait une des actrices du film The Slaughter avant de la tuer de manière très barbare. Cette scène crée une polémique qui débouche sur des enquêtes policières.
Cannibal Holocaust (1980) de Ruggero Deodato présente des scènes de meurtres d'animaux et humains d'une rare violence, mais également le viol d'une femme que l'on verra par la suite empalée. Seule la barbarie animale fut cependant avérée, les acteurs ayant affirmé au procès de Deodato que le reste était faux.
La série de films japonais
Guinea Pig de Hideshi Hino, notamment le premier opus (Devil's Experiment) et le second (Flowers of Flesh and Blood), crée la polémique en embrouillant volontairement le spectateur. L'aspect du film est si réaliste qu'il laisse croire au spectateur qu'il regarde d'authentiques snuff movies, bien que tout soit factice.

### Phénomènes affiliés
Si le snuff movie tel que représenté par l'imaginaire collectif semble plus appartenir à la légende qu'à une réalité tangible, les agressions et les meurtres filmés existent effectivement. Face à la mort (en anglais Faces of Death) est encore un autre genre : c'est un film qui se veut documentaire sur les différentes formes que peut revêtir la mort. Il mélange des morts réelles (d'animaux et d'humains) avec des mises en scène évidentes (exécution d'un condamné sur la chaise électrique).
Avec Internet, la tendance est au développement de la diffusion de ce genre de films,. Sur la toile circulent des vidéos montrant des mises à mort ou tortures en temps de guerre ou de guérilla, des lynchages, des morts violentes par accident, etc. En 2004 et 2005, certains de ces films ont beaucoup fait parler d'eux car ils ont fait écho à l'actualité : il s'agit des vidéos diffusées par des groupuscules extrémistes et montrant la décapitation d'otages, notamment américains, après la seconde guerre d'Irak. Si les raisons de la consommation de tels films ou images ont quelques ressemblances avec celles qu'on prête aux consommateurs de snuff movies (fascination pour la violence et la mort, pulsion de destruction, voire de perversion dans certains cas), leur production n'obéit pas à la même logique. Dans le snuff movie tel qu'il est défini, la mise à mort elle-même n'a pour objectif que l'excitation morbide voire sexuelle qu'elle peut engendrer et donc, en arrière-plan, le profit financier que peut apporter un tel matériel. Dans ces autres types de films, les mises à mort ont d'autres raisons incluant notamment guerre, idéologie, extrémisme religieux, haine et colère d'une foule, et leur captation est souvent fortuite ou bien effectuée également pour des raisons idéologiques (frapper l'opinion publique, etc.).
En 2007, des meurtres atroces commis en Ukraine par deux personnes connues sous le nom de fous de Dniepropetrovsk pourraient s'apparenter au phénomène snuff puisqu'au moins un des crimes a été filmé par ses auteurs, celui de Sergueï Yatzenko, avant d'être diffusé sur Internet.
Le meurtre de Lin Jun par Luka Rocco Magnotta aussi. Lin Jun était un Chinois installé à Montréal au Canada. Le 25 mai 2012, une vidéo montée de près de 11 minutes,, est mise en ligne sur le site Internet Bestgore.com. Un homme ligoté – non identifié – apparaît. Nous pouvons voir ensuite Jun Lin se faire égorger avec un tournevis peint pour ressembler à un pique à glace. Magnotta coupe ensuite une fesse avec un couteau et une fourchette, sans que l’on sache s’il s’agit d’un véritable acte de cannibalisme. La mise à mort n’a pas été filmée. Le cadavre de la victime est ensuite mutilé, démembré et violé,,. La vidéo a comme fond sonore la chanson du groupe New Order et bande originale du film American Psycho, True Faith. Dès le 27 mai, sous différents pseudonymes, Magnotta a publié sur des forums des commentaires annonçant la publication dans le web profond d’une vidéo : 1 Lunatic 1 Ice Pick. Il est arrêté à Berlin le 4 juin 2012. Lors de son procès, il reconnaît les faits, mais plaide la démence passagère ; il est reconnu coupable et condamné à la prison à vie.
En 2021, le collectif StopFisha, qui lutte contre les violences sexistes diffusées sur le web, alerte les plate-formes de diffusion de contenus sur la présence de vidéos de meurtres de femmes sur ces dernières et pointe leur absence de réaction face au phénomène malgré leur large diffusion et les nombreux signalements.

## Caractéristiques
Le snuff movie, du terme anglais to snuff out, « mourir » et du mot snuffen ou snuppen, est une vidéo dans laquelle un ou plusieurs individus sont torturés et/ou tués, avec ou sans consentement. Dans un tel film, il est suggéré que ce ne soit pas un acteur qui mime la mort mais une personne qui est véritablement assassinée. Ce genre de film circulerait ensuite dans un circuit fermé de riches amateurs de crimes où les cassettes s'achèteraient à prix d’or.
Les rumeurs sur l'existence des snuff movies existent depuis les années 1970, mais ces films restent toutefois considérés comme une légende urbaine,. La première utilisation du terme snuff movie est dans un livre publié en 1971 par Ed Sanders, The Family: The Story of Charles Manson's Dune Buggy Attack Battalio. Dans le livre, un membre anonyme de la Famille Manson  allègue que la Famille était impliquée dans la fabrication d'un tel film en Californie pour enregistrer leurs meurtres. Toutefois, il admet qu'il n'a jamais vu la vidéo en question et que cette information n'était qu'une rumeur qui  circulait. L'usage métaphorique du terme snuff pour désigner le meurtre semble être dérivé d'un verbe signifiant « moucher une bougie ». Le mot a été utilisé comme tel dans l'argot anglais autrefois.
Le débat sur les snuff movies pose aussi la question de la fascination des humains pour la violence réelle.
Les archives historiques montrant des images violentes, par exemple les vidéos de massacre de juifs par peloton d'exécution, ne sont pas considérés comme des snuff movie et peuvent donc être légalement visionnés et diffusés.

## Polémiques sur son existence
En 2001, la journaliste française Sarah Finger publie un ouvrage relatant son enquête de deux années sur le phénomène des snuff movies, notamment auprès d'Interpol et du FBI. Elle y explique pourquoi elle met en doute à ce jour l'existence de ces films et semble les ranger dans le domaine des légendes urbaines et des rumeurs circulant sur Internet. Le sociologue Jean-Bruno Renard estime également que les snuff movies sont sans doute une légende,.
Cependant, d'après un article du journal britannique The Observer, les autorités russes ont en l'an 2000 procédé à l'arrestation de Dmitri Vladimirovitch Kouznetsov, 30 ans, réalisateur russe de vidéos de type snuff contenant du viol, de la torture et le meurtre réels d'enfants. Toujours d'après l'article, l'enquête montre que l'individu écoulait à prix d'or sa production dans des pays comme la Grande-Bretagne ou l'Italie à destination d'une clientèle sadique et pédophile. Toutefois, en définitive, la justice russe ne semble pas avoir retenu contre lui la qualification de meurtre : Kouznetov semble avoir été condamné à 3 ans de prison pour production et distribution de pornographie infantile.

## Cas notable
En février 2015, Peter Scully est arrêté pour avoir prétendument transféré, sous forme de flux continu dans le Dark web, des vidéos pay-per-view de lui-même abusant sexuellement, torturant et tuant des jeunes filles. Les vidéos de ces actes furent vendues et circulèrent aussi sur divers sites torrent. L'une de ces vidéos est Daisy's Destruction. On y voit une complice de Peter Scully, Liezyl Margallo, torturer, violer et, au moins dans un cas, tuer des petites filles âgées de 18 mois à 12 ans. Alors qu'ils cherchaient Scully aux Philippines, les enquêteurs ont réussi à découvrir le sort des trois principales victimes de la vidéo. Liza a été retrouvée en vie, tout comme Daisy, bien que son traitement ait été si vicieux qu'elle souffre de blessures physiques durables. Cindy, onze ans, a été assassinée par Scully. Avant d'être étranglée à mort avec une corde, la jeune fille a été victime de viols et de tortures et a été forcée de creuser sa propre tombe. Scully s'est filmé en train de tuer Cindy.

## Culture populaire

### Cinéma
De nombreux films se sont inspirés de la légende du snuff movie. Dès 1960, Le Voyeur de Michael Powell raconte l'histoire d'un homme qui assassine de jeunes femmes tout en les filmant avec une caméra portable. À la suite du succès de Snuff qui popularise le mythe des snuff movies dans les années 1970, d'autres films se mettent à aborder ce thème. En 1979, Hardcore de Paul Schrader est le premier film hollywoodien à s'intéresser au phénomène et à parler des liens entre le milieu pornographique et le snuff movie. En 1976, le film érotique Black Emmanuelle en Amérique de Joe D'Amato fait d'ailleurs parler de lui avec une scène très réaliste de snuff movie.
Le snuff movie sert d'intrigue à de nombreux thriller comme dans 8 millimètres de Joel Schumacher (1999), où un détective privé enquête sur la véracité d'un snuff movie qu'un milliardaire récemment décédé aurait gardé en secret, ou bien dans Strange Days de Kathryn Bigelow (1995), où un enquêteur doit visionner un snuff movie pour trouver des indices et retrouver le coupable du meurtre d'un proche, ou encore dans Tesis (1996), premier long-métrage de Alejandro Amenábar, plusieurs fois récompensé. Dans le film multi-primé Vidéodrome de David Cronenberg (1985), un dirigeant d'une chaîne télévisée découvre une transmission pirate entièrement consacrée aux snuff movies.
Dans The Brave, premier film réalisé par Johnny Depp sorti en 1997, Rafaël (Johnny Depp) est un jeune homme désenchanté. Pour assurer l'avenir de sa famille qui vit dans un bidonville il conclut un marché avec un producteur (Marlon Brando) : dans une semaine il mourra sous les yeux d'une caméra pour son film.
Le film d'horreur et le cinéma gore exploitent évidemment le thème. La nouvelle vague du cinéma d'horreur, incarné par le Splat Pack, s'en inspire fréquemment comme Saw de James Wan et les Hostel d'Eli Roth.
Certains films underground essaient volontairement de brouiller les pistes entre ce qui relève de la réalité et la fiction, parfois en travestissant volontairement leur film en snuff movie (August Underground, The Human Centipede (First Sequence)). Le court-métrage Pig (1998) fait intervenir un tueur incarné par le chanteur gothique Rozz Williams (également coréalisateur) qui torture sa victime et la tue. Si la mort est bien simulée, les blessures infligées à la victime sont bien réelles, Rozz Williams désirant exorciser ses propres démons avec le film. Le long-métrage homonyme Pig, tourné par Adam Mason en 2010 dans un contexte underground, laisse finalement exploser un déchaînement de violence et de torture complaisamment mis en scène, qui brouille les limites, par son réalisme, entre le gore extrême et le snuff movie tant le spectateur est pris à témoin, dénotant une volonté graphique et esthétique d'absolu dans le réalisme explicite, sans ellipse, commune plus généralement à tous les splatters, dont l'archétypal Violent Shit. En 2007, Snuff 102 de l’argentin Mariano Peralta, montrant les tortures d'un psychopathe sur trois femmes, devient célèbre en créant un scandale lors de sa diffusion au festival international du film de Mar del Plata. Sa réputation de film le plus choquant jamais réalisé lui vaut d'être interdit dans de nombreux pays. D'autres films ont eu l'ambition d'aller encore plus loin dans la monstration de l'inconcevable, tels A Serbian Film ou Philosophy of a Knife. À noter que ces films underground de fiction, qui utilisent le snuff comme prétexte à l'exhibition de l'obscénité de la violence, ressortissent au genre dit « torture porn » (comprenant entre autres les trois August Underground, The Butcher, film coréen de Kim Jin-Won de 2007 ou encore Grotesque, long-métrage du Japonais Kôji Shiraishi réalisé en 2009).
Le snuff movie dans les films peut aussi servir à amener une réflexion sur le pouvoir des images et les rapports entre l'Homme et la violence, comme dans Tesis d’Alejandro Amenabar (1996),. Dans les années 1970, la rumeur voulait que ces films soient tournés en Amérique du Sud mais après la chute du mur de Berlin et le développement de la mafia russe, les cinéastes ont commencé à déplacer le snuff movie dans les pays d'Europe de l'Est (Témoin muet, Gunblast Vodka, Hostel, A Serbian Film…),.
Aussi, dans le film Sinister, les meurtres des différentes familles sont présentées sous forme de snuff movies.

### Autres supports
Le snuff movie est aussi devenu un thème exploité dans la littérature :
- Chris Carter dans son thriller La marque du tueur, aborde ce thème.
- Maurice G. Dantec aborde ce sujet dans son roman la Sirène rouge (1993) où la jeune héroïne fuit sa mère après avoir découvert qu'elle est productrice de snuff movies[2], ainsi que dans Les Racines du mal (1995).
- La romancière américaine Donna Leon, qui vit à Venise, aborde le sujet au cours de son roman Le Prix de la chair, dans lequel le commissaire Guido Brunetti est aux prises avec une organisation d'importation de prostituées, yougoslaves notamment, et de tournage de snuff-movies dans l'ex-Yougoslavie.
- Le roman policier Nécroprocesseurs de Jacques Vettier (prix Sang d'encre, Vienne 1999) a pour toile de fond le snuff movie. Rafael, derniers jours de Gregory Mcdonald (1991) raconte les derniers jours d'un homme qui a accepté de jouer dans un snuff movie pour sauver sa famille du besoin ; il a été adapté au cinéma par Johnny Depp sous le titre de The Brave.
- Le lit de béton de Laurent Fétis raconte l'histoire d'un réalisateur de snuff movies.
- La mort en prime time de Jean-Luc Bizien (prix du roman d'aventure, 2002) raconte l'histoire de jeunes gens qui s'entretuent dans une émission de télé-réalité.
- La mort leur va si bien de Peter James (2006) est un thriller ayant pour thème la création et la diffusion de snuff movies par des malfaiteurs.
- Snuff de Chuck Palahniuk (2009) suit une reine du porno qui plonge dans l’univers glauque des snuff-movies. Dans Bikini, de James Patterson (2009), le personnage principal enquête sur un tueur en série qui vend ses services à un groupe de riches amateurs de snuff movies en filmant ses exécutions.
- L'intrigue du roman Démolition de Nada (éd. Baleine, 2011) est conditionnée par l'assassinat d'une actrice au cours d'un snuff movie.
- MurderProd de Kriss Vilà (Trash éd., 2014, coll. Trash n° 7) est un roman d'horreur dont l'action se déroule dans le milieu du snuff movie.
- Un réalisateur de snuff movies fait partie des personnages importants pour l'intrigue dans Monsieur Malaussène de Daniel Pennac.
- Dans la série télévisée True Detective, les enquêteurs recherchent un tueur en série aux crimes satanistes et pédophiles et finissent par découvrir qu'il est relié à un réseau de personnes riches qui s'échangent des snuff movies dans lesquels on peut voir des crimes d'enfants lors de rites sataniques.
- Dans la série télévisée American Horror Story, au cours de la saison 4 Freak Show dans l'épisode 4, Edward Mordrake incite Elsa Mars (interprétée par Jessica Lange) à raconter comment elle a perdu ses jambes. Elle explique cela par un snuff movie dont elle est victime en Allemagne dans les années 1930.

On découvre alors une scène montrant le tournage d'un snuff movie durant lequel les jambes d'Elsa sont découpées à la tronçonneuse.
- La chanson Snuff du groupe de nu-metal Slipknot, fait référence à ce phénomène.
- Le livre de Maxime Chattam : La Promesse des ténèbres, raconte l'histoire de Brady O'Donnel qui, enquêtant sur la mort d'une prostituée, va rapidement entrer dans l'industrie caché ou underground du snuff film.
- Le manga japonais Dead Tube raconte l'histoire d'un écolier qui deviendra malgré lui le cameraman d'une de ses camarades, réalisant des snuff movies pour les vendre sur un site Internet.
- Dans le roman Les particules élémentaires de Michel Houellebecq, le personnage de David Di Meola est un sataniste qui s'adonne à des snuff movies.
- Dans le roman Baba Yaga, un des contes interdits, le thème est évoqué à plusieurs reprises et expliqué. On retrouve notamment une scène de snuff explicitement détaillée par l'auteur.

Le snuff movie se retrouve aussi dans la bande dessinée, comme dans le diptyque Golden Gate (2000) / Shadow (2002) de la série Largo Winch où le sujet des snuff movies représente une bonne part de l'intrigue. Un autre exemple est la série Le Réseau Bombyce de Cecil et Corbeyran qui commence avec la découverte d'un snuff movie par deux voleurs.
Certains jeux vidéo explorent également cet univers. Dans Manhunt (2003), le joueur contrôle un condamné à mort dont la vie est rachetée pour participer à une gigantesque chasse à l'homme filmée. Bloody Good Time (2010) met en scène des acteurs qui doivent s'entretuer devant les caméras d'un réalisateur. Dans Vampire: The Masquerade - Bloodlines, le joueur est amené à enquêter sur un film dans lequel une jeune femme est mise en pièces par des monstres (qui s'avèrent être des goules). Dans Grand Theft Auto: Liberty City Stories, JD O'Tool filme le joueur à son insu pendant qu'il assassine un gangster. Quant au jeu Mad World sorti sur Wii en 2009, le protagoniste joue dans une télé-réalité prônant mises à mort spectaculaires entre candidats. Dans Grand Theft Auto V (2013), le thème est abordé lors d'une mission. On peut également mentionner le jeu Kane & Lynch 2: Dog Days (2010), qui s'inspire du style des snuff movies avec une esthétique de caméra rappelant les films found footage des années 2000-2010. L'une des missions présente une scène de torture, filmée par un caméscope, où les deux protagonistes, nus et gravement mutilés, sont montrés dans un état extrême. Par la suite, ils parcourent les rues de Shanghai, toujours nus et mutilés.